# Immagine del tempo
Immagine del tempo è un cortometraggio del 1964 diretto da Mario Masini.

## Produzione
Il film appartiene al genere del cinema sperimentale ed è stato realizzato a partire da una litografia di Emilio Vedova dall'omonimo titolo. Il film è conservato alla cineteca nazionale di Roma.
Il film, tipico del cinema sperimentale italiano, è realizzato in formato 16 mm e interpreta la litografia "Immagine del tempo" (32x39cm) del pittore Emilio Vedova.

## Distribuzione
Il film è stato proiettato al Festival dei due Mondi di Spoleto nel 1965.